# Elezioni federali nella Confederazione Tedesca del Nord del 1867
Le elezioni per il Reichstag costituente della Confederazione Tedesca del Nord si tennero il 12 febbraio 1867, con ballottaggio nelle settimane successive. Il partito Nazionale Liberale emerse come predominante, ottenendo 80 seggi e ricevendo forte sostegno da Hannover, Kassel e Nassau. L'affluenza alle urne fu del 65% nelle circoscrizioni prussiane. Dopo che il Reichstag costituente ebbe redatto e approvato la costituzione, nuove elezioni si svolsero ad agosto 1867.

## Sistema elettorale
La confederazione venne suddivisa in 297 circoscrizioni elettorali uninominali, di cui 236 in Prussia. Tutti gli uomini di età superiore ai 25 anni e che non beneficiassero di aiuti pubblici poterono votare.

## Risultati
| Partito                                               | seggi |
| ----------------------------------------------------- | ----- |
| Partito Nazionale Liberale                            | 80    |
| Partito Conservatore Tedesco                          | 63    |
| Libero Partito Conservatore                           | 39    |
| Vecchi liberali                                       | 27    |
| Partito Progressista Tedesco                          | 19    |
| Associazione per la costituzione dello Stato federale | 18    |
| Libera associazione                                   | 14    |
| Regionalisti polacchi                                 | 13    |
| Liberali indipendenti                                 | 11    |
| Conservatori indipendenti                             | 8     |
| Regionalisti Danesi                                   | 2     |
| Partito popolare sassone                              | 2     |
| Altre liste                                           | 5     |
| Totale                                                | 382   |